# Polad Bülbüloğlu
Polad Bülbüloğlu (en azerí: Polad Bülbül oğlu Məmmədov; 4 de febrero de 1945, Bakú, República Socialista Soviética de Azerbaiyán) es un músico, compositor, actor, político y diplomático de Azerbaiyán. Por el momento es el embajador extraordinario y plenipotenciario de la República de Azerbaiyán en la Federación Rusa desde 2006.

## Vida

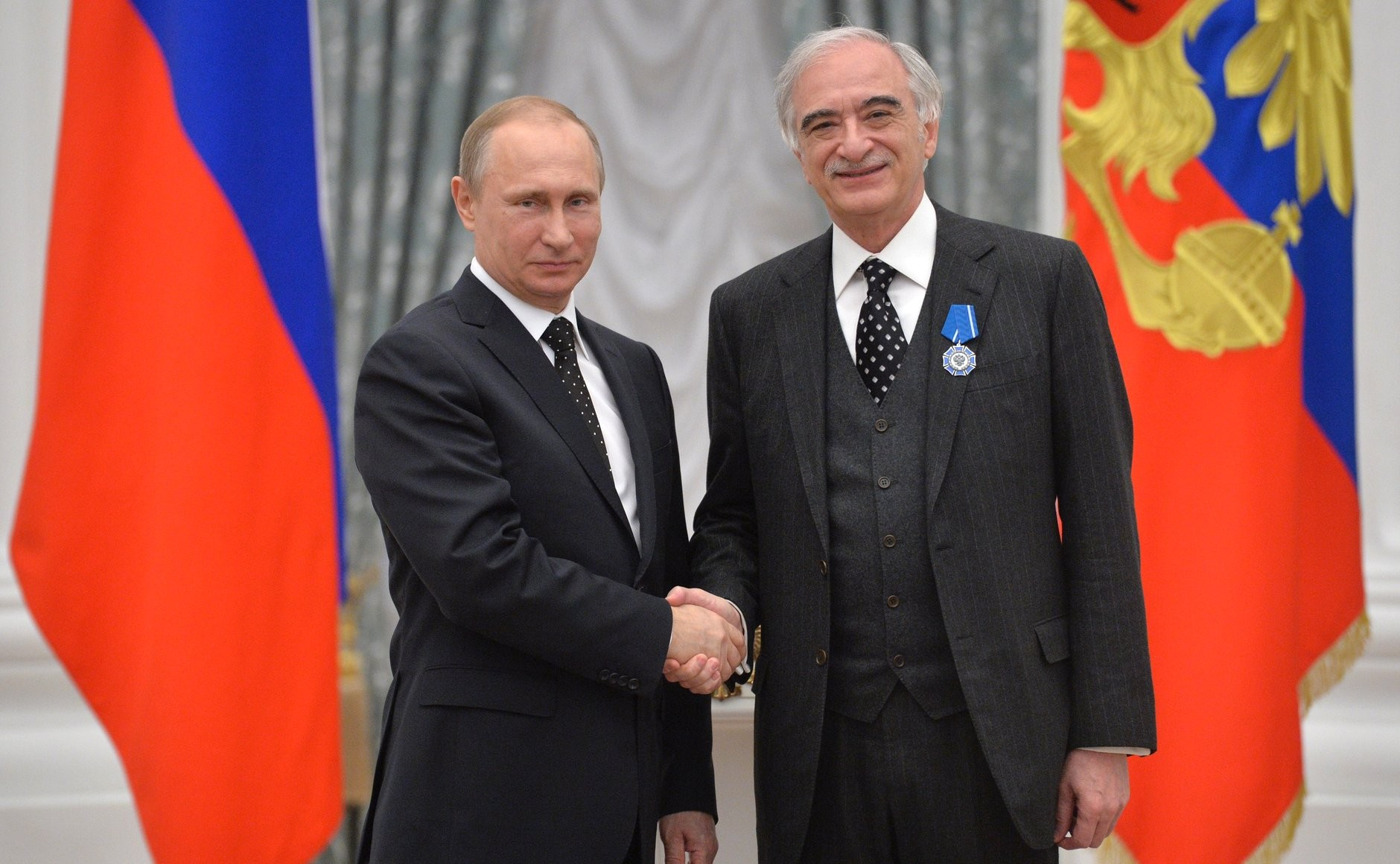
Polad Bülbüloğlu con Vladímir Putin, el presidente de Rusia.

Polad Bülbüloğlu nació el 4 de febrero de 1945 en Bakú. Su padre Bulbul fue un famoso músico de Azerbaiyán. 
En los años 1963-1968 Polad estudió en la Academia de Música de Bakú. En la academia su profesor fue Qara Qarayev. A los 17 años ya componía sus primeras canciones.
En 1969 Polad Bülbüloğlu fue el miembro de la Unión de Compositores Soviéticos y la Unión de Cinematógrafos Soviéticos. Él ha compuesto música por más de veinte películas y interpretado papeles principales en estas películas. Su hijo, Teimur Polad oğlu Bülbül, también es músico en la Orquesta Sinfónica Chaikovski de la Radio de Moscú.
En 1988 Polad Bülbüloğlu fue nombrado ministro de Cultura de la República Socialista Soviética de Azerbaiyán. En 1994 fue elegido director general de la Organización Internacional de la Cultura Túrquica, establecida en 1993. Polad Bülbüloğlu fue reelegido tres veces el director general en esta organización. En 1995 fue elegido el diputado de la Asamblea Nacional de la República de Azerbaiyán. Desde 2006 Polad Bülbüloğlu es el embajador extraordinario y plenipotenciario de la República de Azerbaiyán en la Federación Rusa

## Premios
- Artista del Pueblo de la RSS de Azerbaiyán (1982)

- Orden de Honor de Georgia (2002)

- Orden de la Amistad de Rusia (2005)

- Orden Istiglal de Azerbaiyán (2005)

- Om Emerit de la República de Moldavia (2005)

- Orden Sharaf de Azerbaiyán (2015)

- Orden de Honor de Rusia (2015)

- Artista del Pueblo de Turkmenistán (2017)[3]
- Orden Heydar Aliyev (2020)[4]
- Diploma de honor de Rusia (2020)